# Oquawka
Le village d’Oquawka est le siège du comté de Henderson, dans l’État de l’Illinois, aux États-Unis. Sa population, qui s’élevait à 1 371 habitants lors du recensement de 2010, est estimée à 1 263 habitants en 2018.